# Lista över Syfys originalprogram
Nedanstående tabell listar program som Syfy (före detta Sci Fi Channel) var antingen först med att sända i sin helhet i USA och de som de var först med att sända de specifika säsongerna av i USA.
| Serie                                | Från              | Till                     | Studio                                                               | Genre/typ                                 | Information |
| ------------------------------------ | ----------------- | ------------------------ | -------------------------------------------------------------------- | ----------------------------------------- | --- |
| Säsong 5 av Andromeda                | 24 september 2004 | 13 maj 2005              | Tribune Entertainment                                                | Rymdopera                                 | Seriens första fyra säsonger (2000/2001-2003/2004) sändes som samdistribution av många olika tv-stationer i USA. Sci-Fi Channel tog i USA över serien från säsong fem.                         |
| Battlestar Galactica                 | 8 december 2003   |                          | NBC Universal                                                        | Rymdopera                                 | Nyversion av tv-serie från 1970-talet. Inleddes med en miniserie på två avsnitt 2003, vilket fungerade som ett slags pilotavsnitt för den nya tv-serien som sedan sändes från 14 januari 2004. |
| Bionic Woman                         | 26 september 2007 | 28 november 2007         | NBC                                                                  | Superhjälte                               | Nyversion av tv-serie från 1970-talet. Sändes i USA av NBC, men i Australien sändes serien av Sci-Fi Channel.                                                                                  |
| Black Scorpion                       | 5 januari 2001    | 30 juni 2001             | CHUM Limited                                                         | Superhjälte                               | Sci-Fi Channel köpte rättigheterna till serien efter att den filmats för samdistribution. |
| The Chronicle                        | 14 juli 2001      | 22 mars 2002             | 20th Century Fox Television                                          | Komedi                                    | Ett pilotavsnitt har tidigare sänts av NBC. |
| Doctor Who                           | 26 mars 2005      |                          | BBC Wales                                                            | Science Fiction                           | Ny fortsättning av den gamla Doctor Who-serien (1963-1989), importerad från Storbritannien. |
| The Dresden Files                    | 21 januari 2007   | 3 augusti 2007           | Lions Gate                                                           | Skräck-fantasy                            | |
| Eureka                               | 18 juli 2006      |                          | NBC Universal Television                                             | Komedi                                    | Science fiction-serie som utspelar sig i staden Eureka, där allting är supervetenskapligt. |
| Exposure                             | 5 april 2000      | 5 juni 2001              | Syfy                                                                 | Kortfilmsserie                            | |
| Extreme Championship Wrestling       | 13 juni 2006      |                          | WWE                                                                  | Wrestling                                 | Ej science fiction-relaterat program. |
| Farscape                             | 19 mars 1999      | 21 mars 2003             | Jim Henson Productions                                               | Rymdopera                                 | Serien avslutades abrupt mitt i en så kallad cliffhanger. Återkom som en miniserie för att knyta ihop de lösa trådarna.                                                                        |
| First Wave                           | 9 september 1999  | 7 februari 2002          | CHUM Limited                                                         | Invasion                                  | Stationsnätet valde att plocka upp de 66 avsnitten redan innan de hade sänt något avsnitt alls.                                                                                                |
| Flash Gordon                         | 10 augusti 2007   | 3 april 2008             | Reunion Pictures                                                     | Rymdopera                                 | Baserad på den klassiska dagspresserien. |
| FTL Newsfeed                         | 1992              | 1996                     | Syfy                                                                 | ????                                      | |
| Ghost Hunters                        | 6 oktober 2004    |                          | Pilgrim Films                                                        | Dokusåpa                                  | Serie om att hitta spöken och andra paranormala femomen. |
| Good vs. Evil                        | 18 juli 1998      | 12 maj 2000              | Syfy USA Network                                                     | Fantasy                                   | |
| The Invisible Man                    | 9 juni 2000       | 1 februari 2002          | USA Network Syfy Stu Seagal Productions                              | Science Fiction Spy Fiction               | Sci-fi Channel vägrade att sälja det här programmet till UPN. |
| Mad Mad House                        | 13 mars 2004      | 2004                     | A. Smith & Co. Productions Syfy                                      | Dokusåpa                                  | |
| Mission Genesis                      | 21 juli 1997      | 14 november 1997         | Syfy YTV                                                             | Science Fiction Rymdopera                 | |
| Mystery Science Theater 3000         | 1 februari 1998   | 31 januari 2004          | Best Brains, Inc. Comedy Central Syfyl                               | Science Fiction Komedi                    | |
| The Outer Limits                     | 26 mars 1995      | 18 januari 2002 (Repris) | MGM                                                                  | Antologi                                  | |
| Painkiller Jane                      | 13 april 2007     | 21 september 2007        | IDT Entertainment                                                    | Science Fiction                           | Baserad på seriefiguren. |
| Proof Positive                       | 6 oktober 2004    | 8 december 2004          | Consgrove Meurer Productions                                         | Dokusåpa Paranormal                       | |
| Scare Tactics                        | 1 april 2003      | 1 januari 2006           | Syfy Hallock & Healey Entertainment                                  | Dokusåpa Skämt Komedi                     | Skämt-dokusåpa. |
| The Secret Adventures of Jules Verne | 18 juni 2000      | 16 december 2000         | Filmline International Inc. Talisman Crest                           | Steampunk                                 | |
| Sightings                            | 17 april 1992     | 1997                     | Ann Daniels Productions Fair Dinkum Productions Paramount Television | Dokusåpa Paranormal                       | |
| Sliders                              | 6 juni 1998       | 4 februari 2000          | St. Clare Entertainment Studios USA Television Universal TV          | Science fiction Tidsresa                  | |
| Stargate SG-1                        | 7 juni 2002       | 13 mars 2007             | MGM                                                                  | Science Fiction Militär Maskhål           | Showtime originella serier för de första fem säsongerna. |
| Stargate Atlantis                    | 1 juli 2004       |                          | MGM                                                                  | Science Fiction Militär Maskhål Rymdopera | Internationella Stargatelag utforskar staden Atlantis i en värld långt borta. Spinoffserie från Stargate SG-1.                                                                                 |
| Tremors                              | 14 oktober 2003   | 8 augusti 2003           | Stampede Entertainment Syfy                                          | Science fiction Skräck Komedi             | Människor lär sig att leva med gigantiska maskliknade livformer. Baserad på de tre föregående filmerna.                                                                                        |
| Tripping the Rift                    | 4 mars 2004       |                          | CinéGroupe Film Roman Productions                                    | Animation Komedi                          | En komedi/science fiction-serie om en misslyckad rymdskeppsbesättning som parodierar Star Trek, Star Wars och andra sci-fi program.                                                            |
| Welcome to Paradox                   | 17 augusti 1998   | 9 november 1998          | Alliance Atlantis                                                    | Science Fiction Antologi                  | |
| Who Wants to be a Superhero?         | 27 juli 2006      |                          | Nash Entertainment POW! Entertainment                                | Dokusåpa                                  | |